# Anthaxia godeti
Anthaxia godeti (лат.) — вид жуков-златок.
Длина тела взрослых особей (имаго) 4—6 мм. Тело со спинной стороны светло-бронзовое или медное. Развиваются на хвойных деревьях и кустарниках, а именно на соснах и можжевельнике.

## Синонимы
В синонимику вида входят следующие биномены:
- Anthaxia balcanica Obenberger, 1938
- Anthaxia cupricolor Abeille de Perrin, 1909
- Anthaxia frankenbergeri Obenberger, 1914
- Anthaxia granulata Küster, 1850
- Anthaxia raclinae Baudon, 1959
- Anthaxia scheerpeltzi Obenberger, 1938
- Anthaxia spaethi Obenberger, 1938
- Anthaxia submontana Obenberger, 1930